# Lophopleurella capensis
Lophopleurella capensis is een slakkensoort uit de familie van de Oxynoidae. De wetenschappelijke naam van de soort is voor het eerst geldig gepubliceerd in 1912 door Thiele.